# Burín
Burín (en ucraniano: Буринь, romanizado: Burýn; en ruso: Бурынь) es una ciudad ucraniana perteneciente al óblast de Sumy. Situada en el norte del país, es parte del raión de Konotop y centro del municipio (hromada) homónimo.

## Geografía
Burín está situada a orillas del río Chasha, 23 km al sur de Putivl y 80 km al noroeste de Sumy.  

## Historia
La primera mención escrita del pueblo de Borín (en algunas otras fuentes manuscritas también conocido como Barín) data de 1688. El lugar fue colonizado por cherkasianos libres (así llamaban entonces los moscovitas a los ucranianos) en las tierras de las ciudades de Chaski y Osletski, que se llamaban "campos salvajes" y pertenecían a los papas de la Iglesia de Nicolás de Putivl. Posteriormente, Buryn se convirtió en la sloboda y el centro del distrito del volost de Putyvl de la provincia de Kursk. Durante 80 años en el siglo XVII, el pueblo estuvo en posesión de la iglesia, y desde 1769 perteneció a diferentes terratenientes.
En 1869 se construyó la estación de tren de Putivl, entonces llamada Krasne. En 1905, se produjeron disturbios campesinos en Burín, que fueron brutalmente reprimidos por las autoridades zaristas.
Antes de la revolución de Octubre, Burín formaba parte de la gobernación de Kursk. Putivl y Burín fueron transferidos a la República Socialista Soviética de Ucrania el 16 de octubre de 1925. Entre 1927 y 1937, el raión de Putivl existió como raión nacional ruso, hasta 1939 como parte del óblast de Chernígov. Al menos 90 residentes murieron durante el Holodomor de 1932-1933.
Hasta el 18 de julio de 2020, Burín fue centro del raión de Burín. El raión se abolió en julio de 2020 como parte de la reforma administrativa de Ucrania, que redujo el número de raiones del óblast de Sumy a cuatro. El área del raión de Burín se fusionó con el raión de Konotop.
Burín quedó bajo ocupación rusa el 24 de febrero de 2022, el primer día de la  invasión rusa de Ucrania. Las primeras columnas rusas llegaron a la ciudad alrededor de las 11:00 y columnas de vehículos militares rusos pasaron por la ciudad diariamente hasta finales de marzo. Durante la retirada rusa a principios de abril, la ciudad volvió a estar bajo control ucraniano. El 18 de septiembre de 2022, un tornado F3 azotó la ciudad, matando a una persona e hiriendo a ocho.

## Demografía
La evolución de la población de Burín entre 1859 y 2022 fue la siguiente:
| 2893                                                          | 4192 | 5911 | 858 | 1325 | 9800 | 8596 | 10 001 | 11 591 | 12 893 | 11 678 | 9134 | 8836 | 8591 | 8197 |
| (Fuente: Cities & Towns of Ukraine y UKRAINE: Größere Städte) |      |      |     |      |      |      |        |        |        |        |      |      |      |      |

Según el censo de 2001, el 95,33% de la población son ucranianos y el 4,05% son rusos y el resto de minorías son principalmente bielorrusos (0,24%). En cuanto al idioma, la lengua materna de la mayoría de los habitantes, el 95,33%, es el ucraniano; del 4,05% es el ruso.

## Economía
Entre las empresas líderes de la ciudad se encuentra la planta de leche en polvo Buryn, cuyos productos son conocidos no solo en Ucrania, sino también en Rusia, Georgia y Armenia. En la planta de Buryn se pueden fabricar 124 mil toneladas de productos. Es una de las empresas más grandes del distrito, que funciona de manera constante.

## Infraestructura

### Transporte
En Burín está la estación de tren de Putivl y las carreteras T1908, T1910 y T1916 pasan por la ciudad. 

## Galería

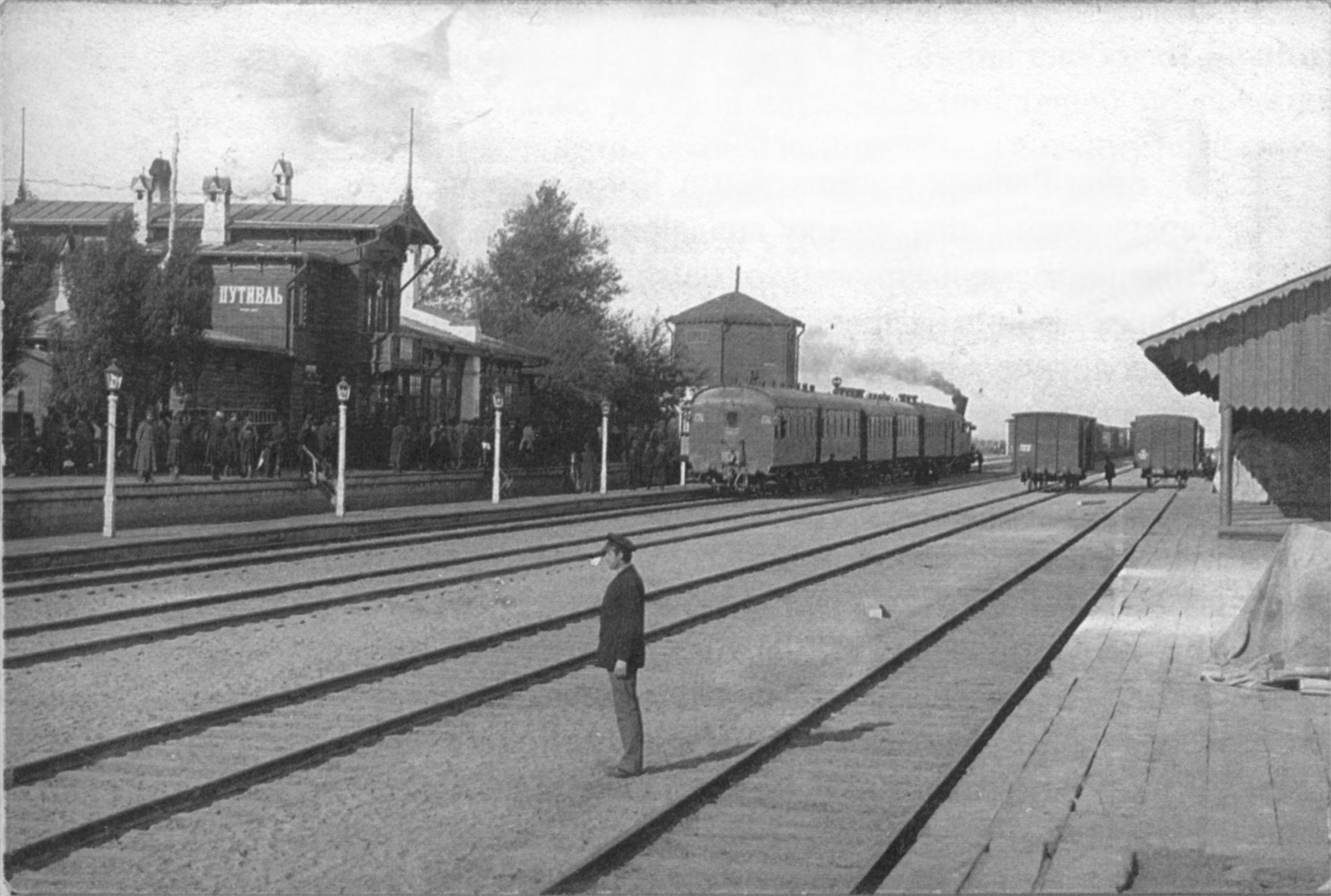
Estación de trenes de Putivl (1912)
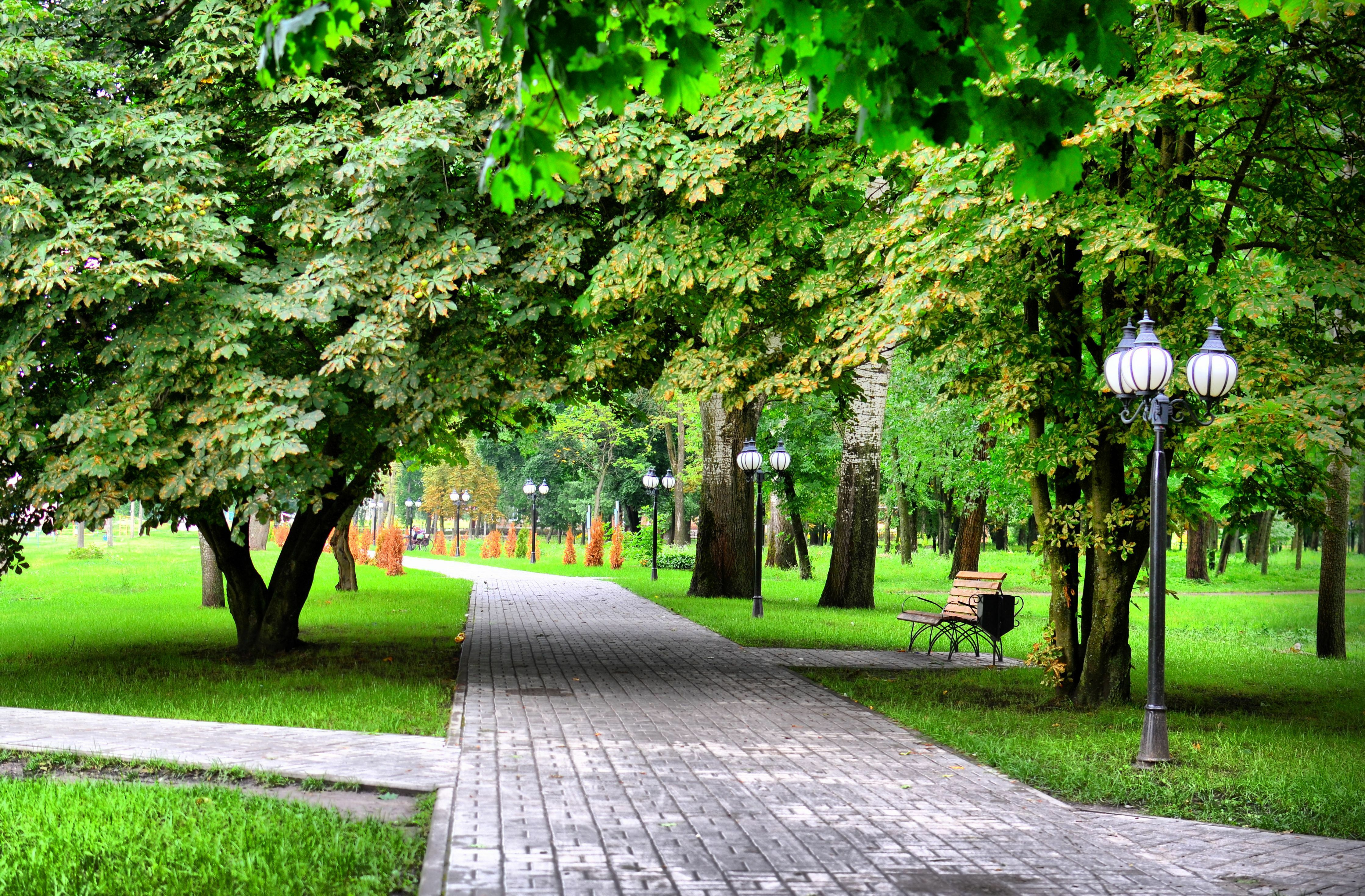
Parque central de Burín
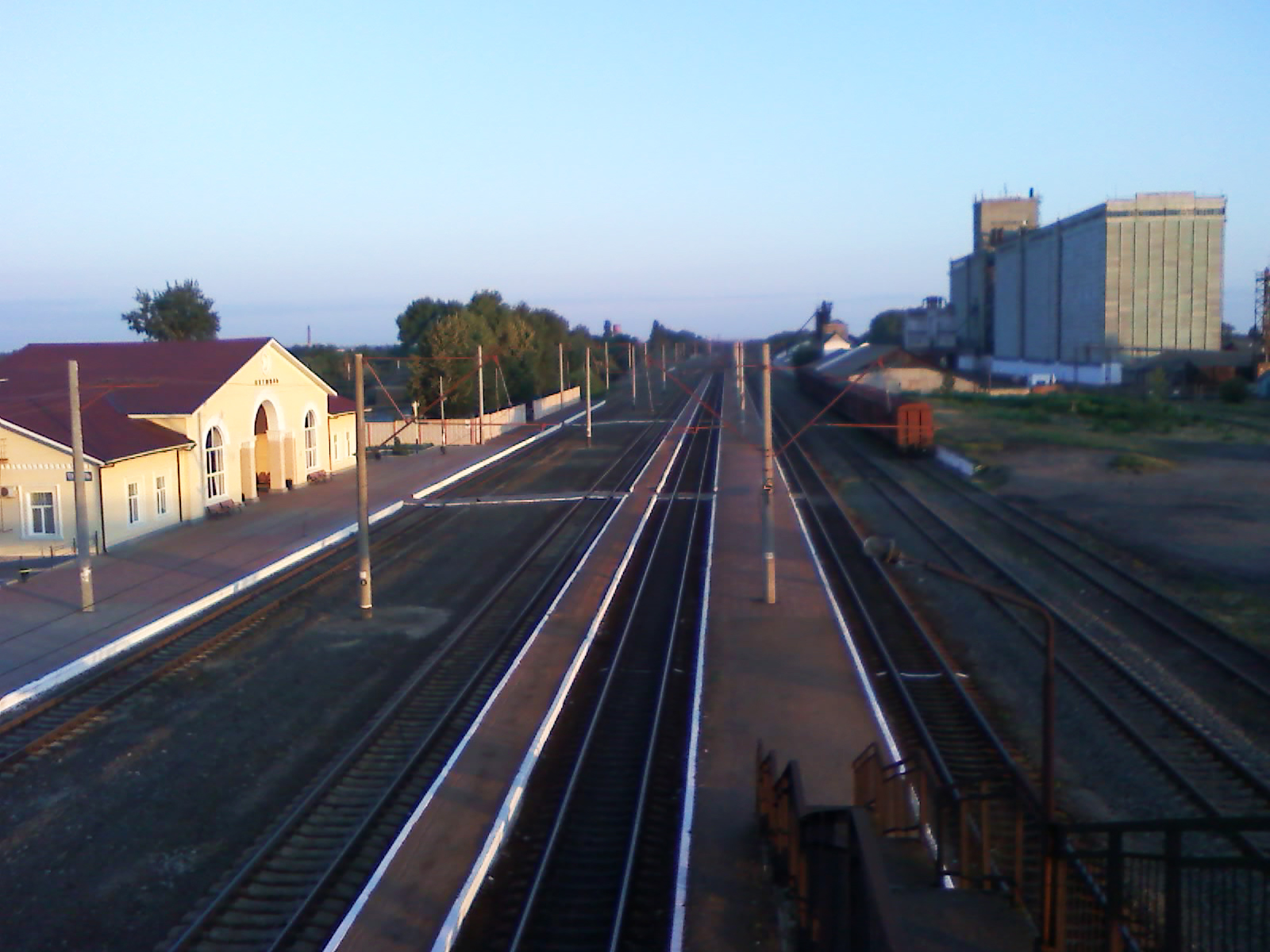
Estación de trenes
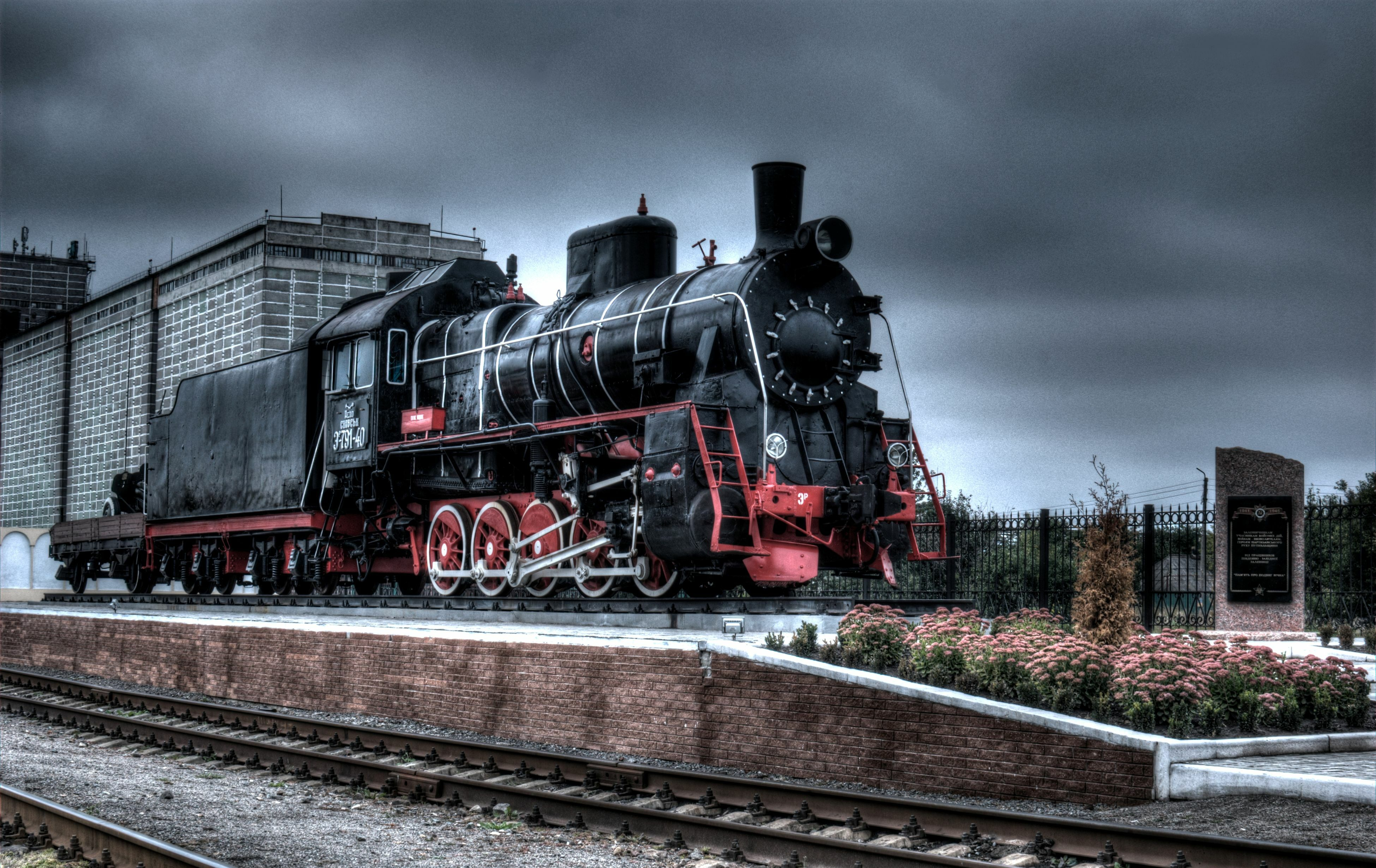
Monumento con una locomotora